# 355
Римська імперія об'єднана під правлінням Констанція II. У Китаї правління династії Цзінь. В Індії починається період імперії Гуптів. У Японії триває період Ямато. У Персії править династія Сассанідів.
На території лісостепової України Черняхівська культура. У Північному Причорномор'ї готи й сармати. Історики VI століття згадують плем'я антів, що мешкало на території сучасної України приблизно з IV сторіччя.

## Події
- Звинувачений у зраді Клавдій Сілван оголосив себе імператором. Через 28 днів Сілвана страчено.
- Імператор Констанцій II надає титул цезаря двоюрідному брату Юліану і одружує його зі своєю сетрою Оленою.
- Франки 10 місяців тримали в облозі місто Кельн.
- Папа Ліберій відмовився підписати засудження Афанасія і був висланий з Риму. Його місце зайняв антипапа Фелікс II.

## Померли
- Едесій Каппадокійський, філософ.